# Ronny Cox
Pour les articles homonymes, voir Cox.
Ronny Cox est un acteur, scénariste et producteur américain, né le 23 juillet 1938 à Cloudcroft (Nouveau-Mexique, États-Unis).

## Filmographie

### Cinéma
- 1972 : The Happiness Cage
- 1972 : Délivrance (Deliverance)
- 1976 : En route pour la gloire (Bound for Glory)
- 1977 : Enfer mécanique (The Car)
- 1978 : Sauvez le Neptune (Gray Lady Down)
- 1978 : Harper Valley P.T.A. (en)
- 1979 : Tueurs de flics (The Onion Field)
- 1981 : Taps de Harold Becker
- 1982 : Tangiers
- 1982 : Les Entrailles de l'enfer (The Beast Within)
- 1982 : Some Kind of Hero
- 1984 : Courage
- 1984 : Le Flic de Beverly Hills (Beverly Hills Cop) de Martin Brest : le lieutenant Andrew Bogomil
- 1985 : Vision Quest
- 1986 : Hollywood Vice Squad
- 1987 : Steele Justice
- 1987 : Le Flic de Beverly Hills 2 (Beverly Hills Cop II) de Tony Scott : le commissaire Andrew Bogomil
- 1987 : RoboCop : Richard « Dick » Jones, le numéro 2 de l'OCP
- 1987 : Cheeseburger film sandwich (Amazon Women on the Moon) : le général Balentine (segment inédit The Unknown Soldier de Peter Horton - DVD seulement, coupé pour la TV)
- 1989 : One Man Force
- 1990 : Loose Cannons
- 1990 : Martians Go Home
- 1990 : Total Recall de Paul Verhoeven : Vilos Cohaagen
- 1990 : Captain America
- 1991 : Scissors
- 1996 : Psalms from the Underground
- 1997 : Meurtre à la Maison-Blanche (Murder at 1600)
- 1997 : Pants on Fire
- 1998 : Puraido: Unmei no toki
- 1998 : Mission possible (en) (Frog and Wombat)
- 1999 : Un vent de folie (Forces of Nature)
- 2001 : Losing Grace
- 2001 : The Boys of Sunset Ridge
- 2001 : American Outlaws (Hors-la-loi américains au Québec) de Les Mayfield
- 2002 : Crazy as Hell
- 2005 : The L.A. Riot Spectacular
- 2009 : NowhereLand
- 2009 : Dans ses rêves (Imagine That)
- 2015 : Hors de portée (Beyond The Reach) de Jean-Baptiste Leonetti

### Télévision

#### Téléfilms
- 1972 : Look Homeward, Angel de Paul Bogart : Jake Clatt
- 1973 : Hernandez de Richard Donner : Roper
- 1973 : Manhattan poursuite (The Connection) de Tom Gries : Everett Hutchneker
- 1973 : Pueblo d'Anthony Page : l'aiguilleur
- 1973 : Rx for the Defense de Ted Kotcheff : Al Moore
- 1974 : Une affaire de viol (A Case of Rape) de Boris Sagal : David Harrod
- 1975 : Le Daliah noir (Who Is the Black Dahlia?) de Joseph Pevney : le sergent Finis Brown
- 1976 : Having Babies de Robert Day : George McNamara
- 1977 : Our Town de George Schaefer : M. Webb
- 1977 : Corey: For the People de Buzz Kulik : Dr Paul Hanley
- 1977 : The Girl Called Hatter Fox de George Schaefer : Dr Teague Summer
- 1978 : Lovey: A Circle of Children, Part II de Jud Taylor : Cal MacCracken
- 1979 : Transplant de William A. Graham : Jim Clark
- 1979 : When Hell Was in Session de Paul Krasny : le major Frank Perrin
- 1980 : The Courage of Kavik, the Wolf Dog de Peter Carter : Kurt Evans
- 1980 : Témoin à abattre (Fugitive Family) de Paul Krasny : Mike Sylvester
- 1980 : L'Affaire Brockhurst (The Last Song) d'Alan J. Levi : Sid Pachanski
- 1980 : Alcatraz de Paul Krasny : Bernard Coy
- 1981 : Fallen Angel de Robert Michael Lewis : Frank Dawson
- 1982 : Two of a Kind de Roger Young : Ted Hahn
- 1984 : The Jesse Owens Story de Richard Irving : le coach Larry Snyder
- 1985 : Reckless Disregard de Harvey Hart : Dan Leone
- 1987 : Le Rapt de Kari Swenson (The Abduction of Kari Swenson) de Stephen Gyllenhaal : Bob Swenson
- 1987 : Baby Girl Scott de John Korty : Dr Kenderly
- 1988 : Le Prix de la vérité (Scandal in a Small Town) d'Anthony Page : George Baker
- 1988 : Extrême violence (In the Line of Duty: The F.B.I. Murders) de Dick Lowry : l'agent Ben Grogan
- 1989 : L'Ultime Retour (The Comeback) de Jerrold Freedman : Charlie Ward
- 1989 : When We Were Young de Daryl Duke : Matthew Farrell
- 1992 : Sauvage préméditation (With Murder in Mind) de Michael Tuchner : McLaughlin
- 1992 : Perry Mason : Le Mariage compromis (Perry Mason: The Case of the Heartbroken Bride) de Christian I. Nyby II : Max Parrish
- 1994 : A Part of the Family de David Madden : Grant
- 1996 : Never Give Up: The Jimmy V Story de Marcus Cole : Davis
- 1996 : L'Étoile de Harlem (Rebound: The Legend of Earl 'The Goat' Manigault) d'Eriq La Salle : le coach Scarpelli
- 1997 : Desert Breeze d'Allan Arkush
- 1997 : Childhood Sweetheart? de Marcus Cole : Warren Carlson
- 1999 : Le Cœur sur la main (Secret of Giving) de Sam Pillsbury : Harlan Gotch
- 1999 : Countdown to Chaos (Y2K) de Dick Lowry : Benjamin Cromwell
- 2000 : Un choix difficile (Love Lessons) de Douglas Barr : Mike Andrews
- 2002 : Au cœur des flammes (Point of Origin) de Newton Thomas Sigel : le chef Gray
- 2004 : Le Fantôme de Noël (Angel in the Family) de Georg Stanford Brown : Buddy
- 2011 : Truth Be Told de Jonathan Frakes : Alexander Bishop
- 2013 : Age of Dinosaurs de Joseph J. Lawson : Justin

#### Séries télévisées
- 1972 : Madigan : Norman Fields (épisode 1 : Enquête à Manhattan)
- 1977 : Voyage dans l'inconnu (Tales of the Unexpected) : Jerry Colby (saison 1, épisode 3)
- 1978 : L'Île fantastique (Fantasy Island ) : Tom Elgin (saison 1, épisode 13)
- 1980 : CBS Afternoon Playhouse : Tracy Gibbs (5 épisodes)
- 1984-1985 : Spencer : George Winger (13 épisodes)
- 1987 : ABC Afterschool Specials : Jim Casio (saison 16, épisode 1)
- 1988 : Favorite Son (en) : l'amiral William Rieker (mini-série, épisode 1)
- 1990 : Cop Rock : le chef Roger Kendrick (11 épisodes)
- 1992 : Star Trek : La Nouvelle Génération : le capitaine Edward Jellico (saison 6, épisode 10 : Hiérarchie, première partie et 11 : Hiérarchie, deuxième partie)
- 1994 : Time Trax : Everett Rankin (saison 2, épisode 14)
- 1994-1995 : La Loi de la Nouvelle-Orléans (Sweet Justice) : James-Lee Delacroix (23 épisodes)
- 1998 : De la Terre à la Lune (From the Earth to the Moon) : Lee Atwood (mini-série, épisode 2)
- 1998 : Demain à la une (Early Edition) : l'amiral Edward Harrigan (saison 3, épisode 4)
- 1998-1999 : The Practice : Donnell et Associés (The Practice) : le procureur Scott Colby (saison 3, épisodes 1 et 11)
- 1998-2005 : Stargate SG-1 : le sénateur puis vice-président Robert Kinsey (11 épisodes)
- 1999 : Au-delà du réel : L'aventure continue : le lieutenant-colonel Lester Glade (saison 5, épisode 16 : Déjà vu)
- 2000-2001 : Enfance volée (Perfect Murder, Perfect Town: JonBenét and the City of Boulder) : John Ramsey (mini-série en 2 épisodes)
- 2001 : Espions d'État (The Agency) : le directeur Alex Pierce (11 épisodes)
- 2005 : New York, unité spéciale : Dr Douglas McManus (saison 7, épisode 2)
- 2005 : Medium : M. Hammond (saison 2, épisode 7)
- 2006 : Desperate Housewives : Henry Mason, le père de Bree (saison 2, épisode 19)
- 2008 : Cold Case : Affaires classées : Daniel Patterson, 2008 (saison 5, épisode 17)
- 2008 : The Starter Wife : Pappy McAllister (5 épisodes)
- 2011 : Dexter : Walter Kenny (saison 6, épisode 3)
- 2015 : True Detective : Kane (saison 2, épisodes 7 et 8)
- 2018 : Nashville : Gideon Claybourne (5 épisodes)
- 2022-2024 : Star Trek: Prodigy : l'amiral Jellico (voix originale, 8 épisodes)

#### Séries d'animation
- 1997 : Spawn : le sénateur Scott McMillan (voix originale, 6 épisodes)

et Billy Kincaid (3 épisodes)
- 1998 : Invasion America : Doc (voix originale, 9 épisodes)

### Scénariste et producteur
- 1984 : Courage

## Voix françaises
| - Marc Cassot dans : - RoboCop - Le Fantôme de Noël (téléfilm) - Stargate SG-1 (série télévisée) - Un vent de folie - Un choix difficile (téléfilm) - New York, unité spéciale (série télévisée) - Médium (série télévisée) - Desperate Housewives (série télévisée) - Cold Case : Affaires classées (série télévisée) - Francis Lax dans : - Délivrance - Enfer mécanique - Sauvez le Neptune - Gabriel Cattand dans : - Le Flic de Beverly Hills 2 - Total Recall | - Michel Ruhl dans : (les séries télévisées) - Espions d'État - Starter Wife et aussi - Daniel Gall dans Madigan (série télévisée) - Jacques Ferrière dans En route pour la gloire - Georges Aminel dans Taps - Roland Ménard dans Le Flic de Beverly Hills - Michel Papineschi dans Arabesque (série télévisée) - Jean-Claude Robbe dans Enfance volée (mini-série) - Pierre Dourlens dans Diagnostic : Meurtre (série télévisée) - Michel Modo dans Au cœur des flammes (téléfilm) - Achille Orsoni dans Dexter (série télévisée) - Régis Lang dans Leverage (série télévisée) |